# Cânion do Diabo

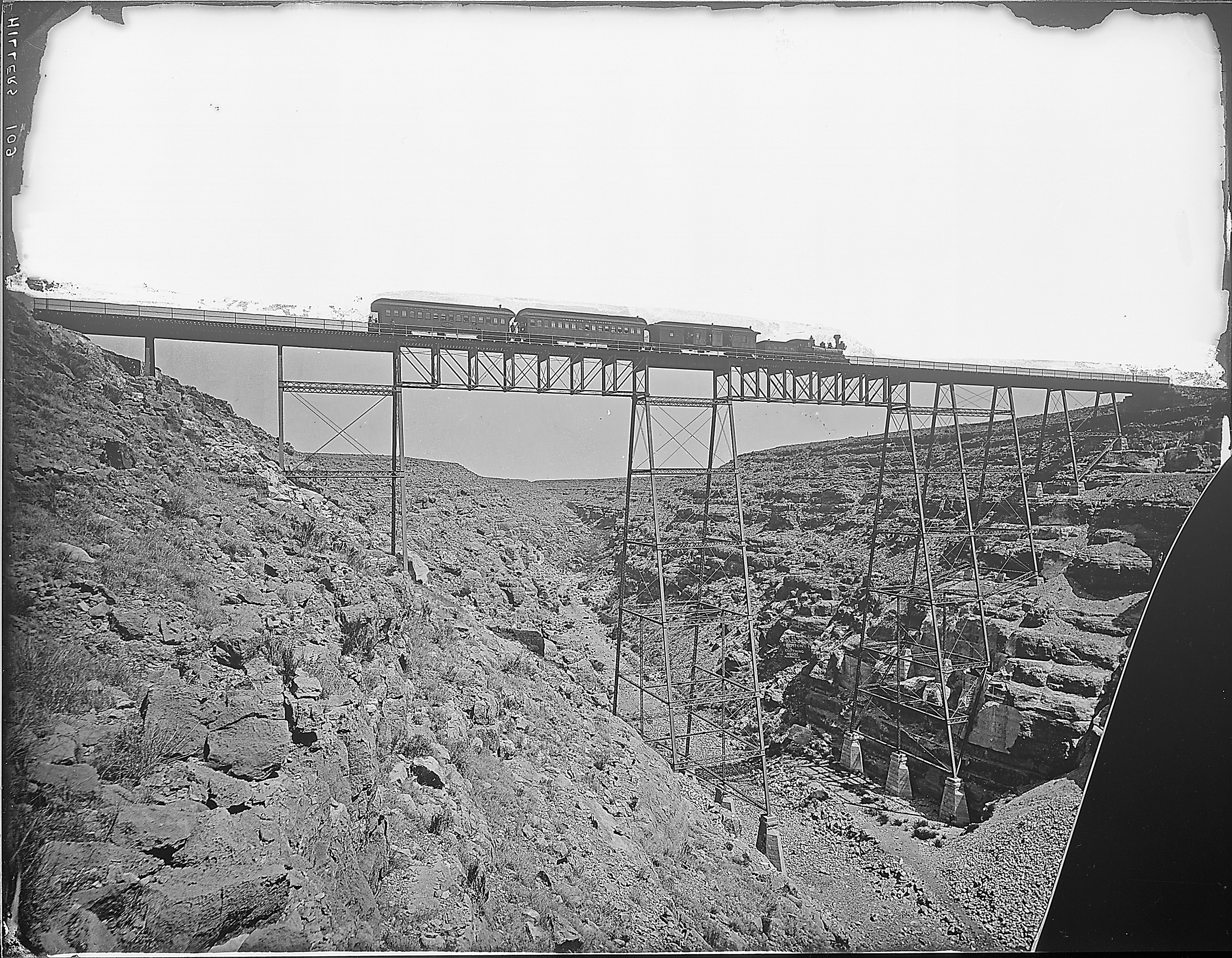
Linhas férreas sobre o Canyon Diablo na década de 1870

Canyon Diablo (Navajo: Kin Ligaaí) é um cânion localizado no Norte do Arizona. Abriga a Reserva Indígena Navajo.
O cânion passa a cerca de 3 km ao oeste da Cratera de Barringer. Consequentemente, o meteorito que causou a cratera chama-se de Meteorito do Cânion do Diabo (Canyon Diablo meteorite). A ponte construída em 1930 sobre o Cânion do Diabo, outrora utilizada pela Rota 66 para cruzar o cânion, foi catalogada pelo Registro Nacional de Lugares Históricos. A BNSF Railway que corta o desfiladeiro é mais conhecida como um railfan, local de encontro e reunião de entusiasta do mundo ferroviário.